# Orlec

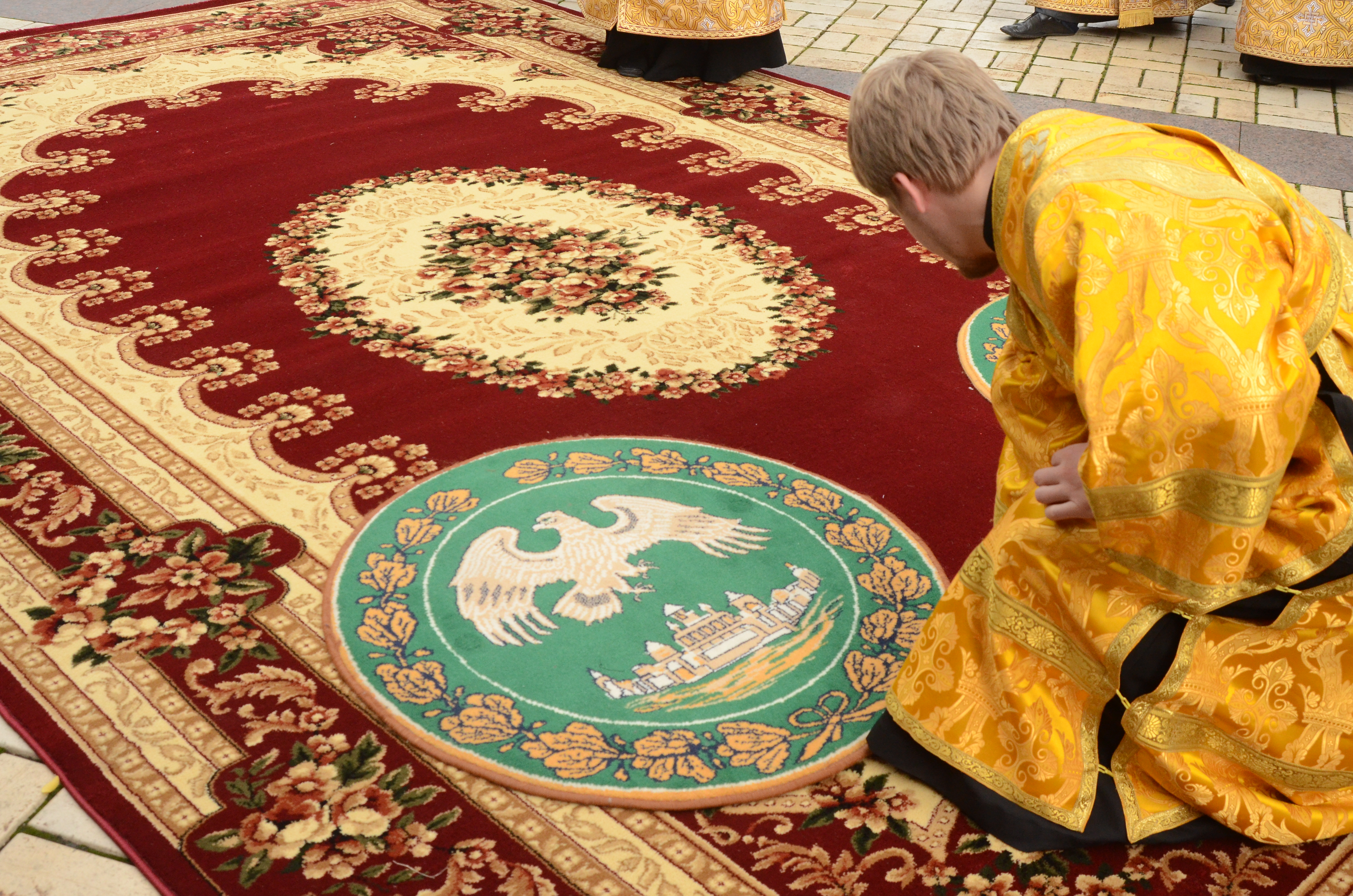

Orlec – w prawosławiu i Katolickich Kościołach Wschodnich jedna z oznak godności biskupiej, niewielki okrągły dywan z postacią orła wznoszącego się nad miastem. 
Orlec wykorzystywany jest w czasie nabożeństw z udziałem biskupa; jest kładziony pod nogi hierarchy w miejscu, gdzie zatrzymuje się w obrębie cerkwi. Wyszyty na dywanie orzeł symbolizuje biskupa – tak jak potężny ptak może z góry obserwować ziemię, tak hierarcha nadzoruje życie wiernych swojej eparchii. Równocześnie postać orła wzlatującego ku niebu przypomina również biskupowi o obowiązku ciągłego doskonalenia się w wierze i dążenia do zbawienia. Ptak symbolizuje również anioły, podkreśla boskie pochodzenie godności biskupiej. 
Tradycja wykorzystywania dywaników z orłem w czasie nabożeństw odprawianych przez biskupów pojawiła się w Bizancjum w XIII w. Przedstawiony na nich orzeł miał dwie głowy, na wzór symbolu Cesarstwa. Początkowo orzeł pojawiał się na obuwiu patriarchy Konstantynopola (podobnie jak na obuwiu cesarza i najważniejszych urzędników), następnie zaczął być ukazywany na mozaikach na podłodze świątyń i na przygotowanych dla patriarchy dywanach. Po upadku Konstantynopola Rosyjski Kościół Prawosławny przejął tradycję stosowania wykorzystywania orlców w czasie nabożeństw odprawianych przez metropolitę moskiewskiego razem z innymi obyczajami liturgicznymi pochodzenia bizantyńskiego. Na ziemiach ruskich orzeł na dywanikach zawsze miał jednak tylko jedną głowę.  
W XVI i XVII w. w Rosyjskim Kościele Prawosławnym orlec był obowiązkowo kładziony pod nogi biskupa w momencie wkraczania przez niego do cerkwi i opuszczania jej, tak by hierarcha wypowiadał pierwsze słowa nabożeństwa i wykonywał końcowy pokłon stojąc na nim. W 1675 sobór moskiewski ustalił, iż prawo do posługiwania się orlcem mają w obecności patriarchy moskiewskiego i całej Rusi wyłącznie metropolici kazański oraz nowogrodzki. W późniejszych latach praktyka wykorzystywania orlca upowszechniła się we wszystkich eparchiach Kościoła. Dywanik był kładziony pod nogami biskupa w każdym miejscu, gdzie zatrzymywali się podczas nabożeństwa, np. w celu wygłoszenia modlitwy lub udzielenia błogosławieństwa. Głowa orła musi być skierowana w tę stronę, w którą patrzy biskup.